# Pavel Severa
Pavel Severa (* 6. května 1965 Litomyšl) je český politik, od 90. let 20. století poslanec České národní rady a Poslanecké sněmovny za KDU-ČSL, v letech 2010–2018 generální sekretář TOP 09.

## Biografie
Po studiu Střední průmyslové školy stavební Vysoké Mýto pracoval od roku 1984 v investičním oddělení podniku Sigma Česká Třebová. Do podniku se vrátil po základní vojenské službě roku 1987, kdy zastával post stavbyvedoucího.
V září 1990 založil se Zdeňkem Sedlákem společnost G.H.P. spol. s r.o., o měsíc později se stal jedním ze čtyř komplementářů komanditní společnosti Stavopres.
Vystudoval Vysokou školu veřejné správy a mezinárodních vztahů (pozdější Metropolitní univerzita Praha), kde v roce 2008 složil bakalářskou zkoušku a následně získal i magisterský titul. Je ženatý, má tři děti.
Během svého působení ve Sněmovně se od devadesátých let věnoval dlouhodobě optimalizaci letecké záchranné služby na území ČR a byl znám svým vystupováním proti drogám.

### Kandidatury do ČNR a PS PČR za KDU-ČSL
Ve volbách v roce 1992 byl zvolen do České národní rady za KDU-ČSL (volební obvod Východočeský kraj). Zasedal ve výboru pro právní ochranu a bezpečnost.
Od vzniku samostatné České republiky v lednu 1993 byla ČNR transformována na Poslaneckou sněmovnu Parlamentu České republiky. Zde mandát obhájil za KDU-ČSL v sněmovních volbách v roce 1996 a volbách v roce 1998. Po volbách v roce 2002 se poslancem nestal, ale byl prvním náhradníkem za zvolenými poslanci. Od srpna 2002 do června 2003 byl náměstkem ministra obrany. Po ukončení svého působení na ministerstvu obrany nastoupil v červnu 2003 z pozice náhradníka do Poslanecké sněmovny. Znovu byl zvolen v sněmovních volbách v roce 2006. V letech 1992–2002 a znovu v letech 2003–2006 byl místopředsedou branného a bezpečnostního výboru. V období let 2006–2010 byl místopředsedou nově utvořeného výboru pro bezpečnost a členem výboru pro obranu.
Sjezd KDU-ČSL v květnu 1999 ho zvolil jedním z místopředsedů strany. Dlouhodobě patřil k významným politikům strany. V období únor 2008 – červen 2009 zastával funkci předsedy poslaneckého klubu lidovců. Z KDU-ČSL, do které se přihlásil v roce 1992, vystoupil v červnu 2009.

### Kandidatura do PS PČR za TOP 09
Následně se stal politikem nově utvořené politické strany TOP 09. Na podzim roku 2009 figuroval Severa jako lídr kandidátní listiny TOP 09 pro volby do Poslanecké Sněmovny PČR v Pardubickém kraji, ale kvůli preferenčním hlasům se do Sněmovny nedostal.

### Komunální kandidatury za KDU-ČSL a TOP 09
Angažoval se i v komunální politice. V komunálních volbách v roce 1994 byl za KDU-ČSL zvolen do zastupitelstva města Litomyšl. Byl i členem městské rady. O zvolení do tamního zastupitelstva se z osmého místa neúspěšně pokoušel i v komunálních volbách v roce 2010 za TOP 09.

### Generální sekretář TOP 09
V letech 2010 až 2018 byl generálním sekretářem TOP 09.

### Kandidatura do Senátu PČR
Ve volbách do Senátu PČR v roce 2024 kandidoval jako nezávislý v obvodu č. 50 – Svitavy. Se ziskem 10,65 % hlasů skončil na pátém místě, a nepostoupil tak do druhého kola voleb.

## Kontroverze

### Únik tzv. Kubiceho zprávy (2006)
Před parlamentními volbami v roce 2006 ponechal na dobu přestávky jednání výboru pro obranu a bezpečnost nezabezpečený výtisk tajné tzv. Kubiceho zprávy o prorůstání organizovaného zločinu do státní správy. Z tohoto jeho výtisku byly novináři zveřejněny některé části této přísně tajné Kubiceho zprávy o prorůstání organizovaného zločinu do státní správy. Jeho jednání bylo vyhodnoceno jako přestupek, za který zaplatil pokutu 25 tisíc korun.

### Křivé obvinění z majetkových machinací a směnek (2013–2021)
V rámci dědického řízení vdova Dagmar Švecová tvrdila, že Pavel Severa vlastní směnky za 10 miliónů Kč, které měl údajně zemřelému podnikatelovi Zdeňku Švecovi zapůjčit a o nichž údajně neexistuje žádný doklad, který by tuto skutečnost dokládal. Police ČR prověřovala podezření, že si „je opatřil nezákonným, či dokonce podvodným jednáním“. Směnky měly být údajně podepsány v roce 2013 krátce před Švecovou smrtí a době jeho údajné těžké závislosti na alkoholu.
Policie ČR usnesením ze dne 16. 6. 2017 ukončila toto prověřování s tím, že ve věci nejde o podezření ze zvlášť závažného zločinu a není na místě věc vyřídit jinak. Vdova Dagmar Švecová i státní zástupce se odvolali vůči tomuto usnesení a vyšetřování bylo obnoveno. Následně bylo zahájeno trestní stíhání a Pavel Severa byl obžalován z podvodu. Krajský soud v Hradci Králové ho obžaloby zprostil, státní zástupce se však proti tomuto rozhodnutí odvolal. Podle státního zástupce Severa peníze na nijak zdokumentované půjčky, které měl Švecovi poskytnout, neměl a tyto transakce údajně ani neuvedl do čestných prohlášení o majetku, které jako poslanec podával.. Podle státního zástupce neměl Severa finanční příjmy, aby reálně takové sumy mohl půjčovat. Policie dostala k šetření 180 stran o doložených příjmech Pavla Severy. Tyto příjmy byly prověřeny a tvrzení o nedostatku finančních příjmů Pavel Severa tímto přehledem vyvrátil.
Trestní stíhání Pavla Severy skončilo jeho pravomocným zproštěním obžaloby v plném rozsahu. Vrchní soud v Praze dne 6. září 2021 odvolání státního zástupce zamítl s tím, že prvoinstanční soud nepochybil. Obžalován ze spáchání přečinu křivé výpovědi a nepravdivého znaleckého posudku byl naopak soudní znalec MUDr. Petr Roček, jehož posudek o nedobrém zdravotním stavu Zdeňka Švece byl pro státního zástupce jedním z hlavních argumentů, na kterých vystavěl Severovu obžalobu.
Znalec MUDr. Roček, jehož posudek si objednala Dagmar Švecová, byl pravomocně odsouzen (2023) a byl 11. 7. 2023 odsouzen k peněžitému trestu 200 tis. Kč ve prospěch ČR a Pavlu Severovi je povinen zaplatit náhradu škody ve výši 50 tis. Kč. Dále byl znalci uložen i trest zákazu činnosti spočívající v zákazu výkonu znalecké činnosti v oboru zdravotnictví, odvětví psychiatrie na dobu 3 roky. Roček dle soudu i podle svého vyjádření spoléhal na relevantnost údajů udávaných MUDr. Švecovou, tedy osobou, který měla nepochybný majetkový zájem na výsledku posudku. Roček tvrdí, že diagnózu demence stanovil na základě informací od jeho manželky.
Za nezákonné trestní stíhání se Pavlu Severovi omluvilo Ministerstvo spravedlnosti ČR. Omluvila se i Česká televize jménem svého generálního ředitele. Celé texty omluv lze nalézt na této stránce.